# Prosopocera capeneri
Prosopocera capeneri är en skalbaggsart som beskrevs av Hunt och Stefan von Breuning 1957. Prosopocera capeneri ingår i släktet Prosopocera och familjen långhorningar.
Artens utbredningsområde är Swaziland. Inga underarter finns listade i Catalogue of Life.